# Konuvere
Konuvere är en by (estniska: küla) i Märjamaa kommun i landskapet Raplamaa i västra Estland. Byn ligger vid Riksväg 4 (Europaväg 67, Via Baltica), där denna korsar vattendraget Vigala jõgi.
Vid sidan av den nuvarande landsvägsbron finns den gamla stenbron från 1861, Estlands äldsta kalkstensbro.

## Galleri

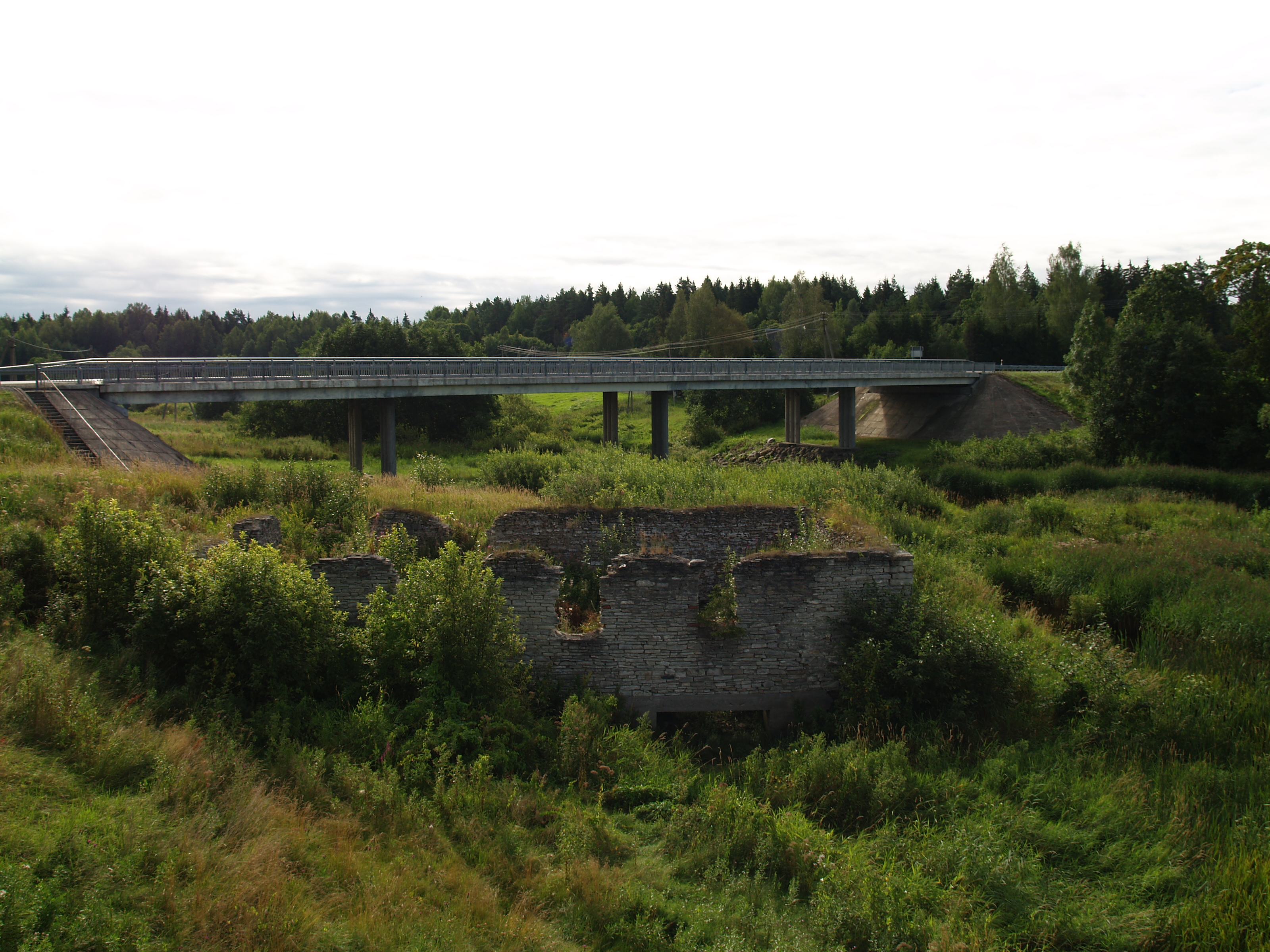
Landsvägsbron över Vigala jõgi.
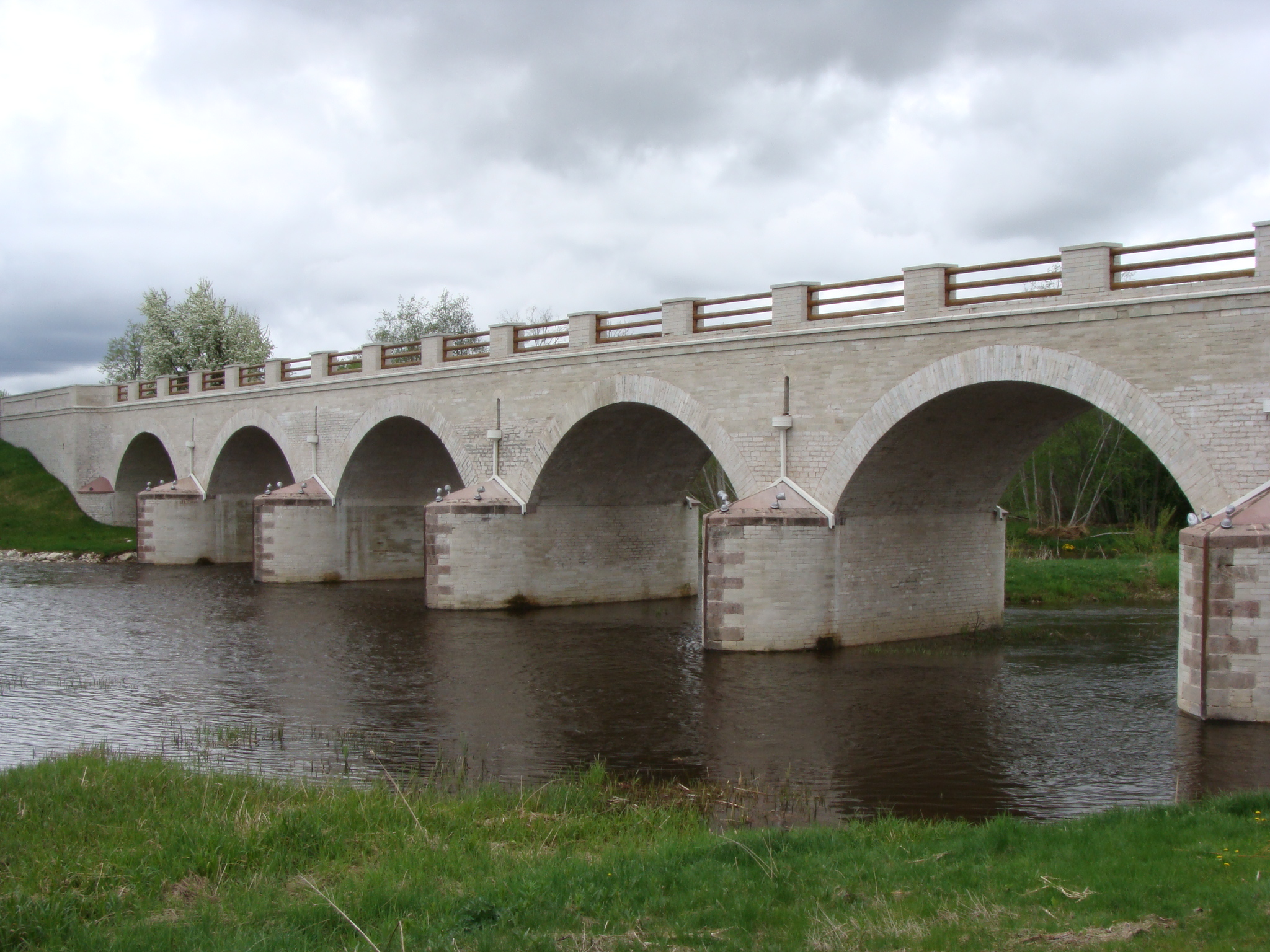
Stenbron från 1861.
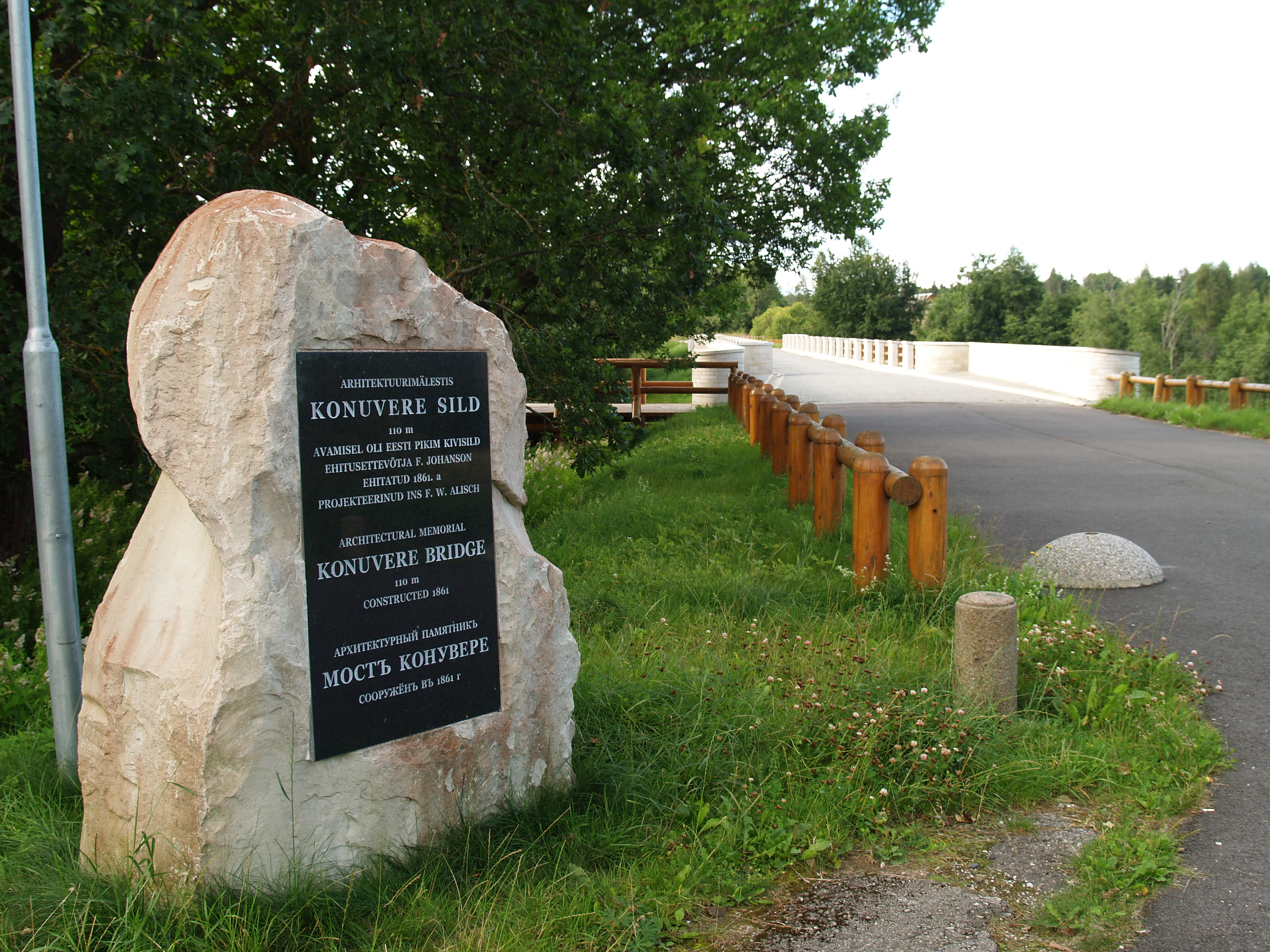
Minnesmärket vid stenbron.